# Secretariado Nacional de Informação

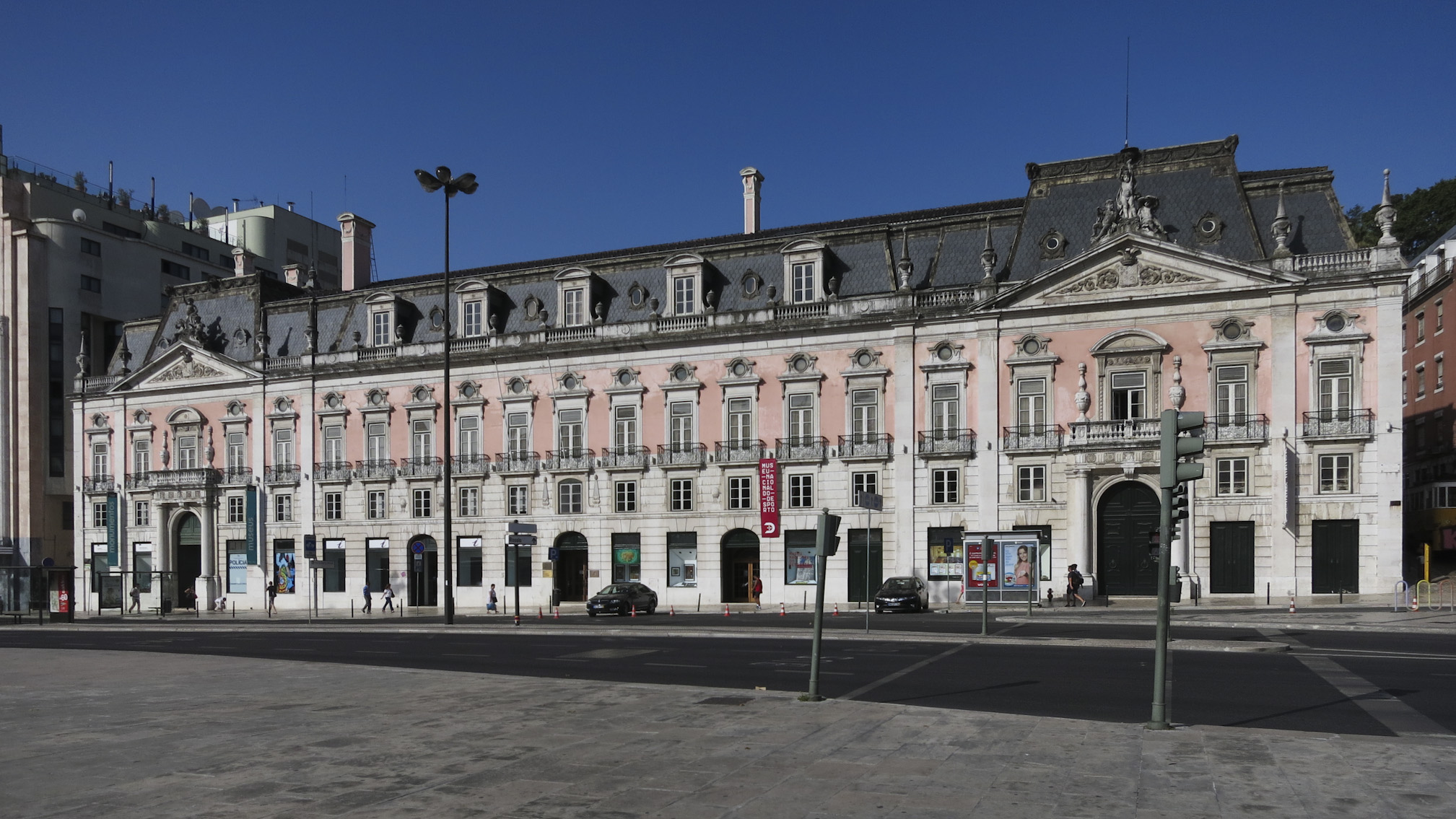
A sede do SNI era no Palácio Foz, Lisboa

O Secretariado Nacional de Informação, Cultura Popular e Turismo - geralmente conhecido pela sua designação abreviada de Secretariado Nacional de Informação ou SNI - era o organismo público responsável pela propaganda política, informação pública, comunicação social, turismo e ação cultural, durante o regime do Estado Novo em Portugal.
Tinha sede no Palácio Foz, na Praça dos Restauradores, em Lisboa.
Desenvolveu uma ação importante na área das artes plásticas, cinema, teatro, dança, literatura (com a instituição dos prémios literários), folclore, edição, etc.
O organismo foi criado em 1933, com a denominação de Secretariado de Propaganda Nacional (SPN), adoptando a designação "SNI" em 1945. Em 1968 foi transformado na Secretaria de Estado da Informação e Turismo (SEIT).
Depois do 25 de Abril de 1974, a área de informação e comunicação social do antigo SNI/SEIT, deu origem à nova Secretaria de Estado da Comunicação Social (ocasionalmente, em alguns governos, elevada ao estatuto de ministério).

## Dirigentes

### Directores do SPN
- António Joaquim Tavares Ferro - 1933 a 1945

### Secretários Nacionais do SNI
- António Joaquim Tavares Ferro - 1945 a 1950
- António de Eça de Queirós - 1950 interino
- José Manuel da Costa - 1950 a 1955
- Eduardo Brasão - 1955 a 1958
- César Henrique Moreira Baptista - 1958 a 1968

### Secretários de Estado da Informação e Turismo
- César Henrique Moreira Baptista - 1968 a 1973
- Pedro Mourão de Mendonça Corte-Real da Silva Pinto - 1973 a 25 de Abril de 1974

## Prémios
No universo do teatro esta instituição atribuiu vários prémios, quer simbólicos quer monetários. Enquanto SPN (e após um hiato o SNI) atribuiu o Prémio Gil Vicente entre 1935 e 1962, com a excepção dos anos 1943, 1946-1953, 1957, 1959 e 1960.
Com o SNI, surgiram os Prémios para teatro ligeiro musicado (entre 1945 e 1948) e após uma pausa os Prémios artísticos (1959-1973), para além de outros prémios dirigidos às empresas teatrais no âmbito do teatro declamado e musicado ou itinerante.

### Prémio Gil Vicente (1935-1962)
| Ano  | Autor(es)                                          | Peça                    |
| ---- | -------------------------------------------------- | ----------------------- |
| 1935 | Vasco de Mendonça Alves                            | O Meu Amor É Traiçoeiro |
| 1936 | Alfredo Cortez                                     | Tá Mar                  |
| 1937 | Carlos Selvagem                                    | Telmo, o Aventureiro    |
| 1938 | Virgínia Vitorino                                  | Camaradas               |
| 1939 | Vasco de Mendonça Alves                            | Pátria                  |
| 1940 | Olga Alves                                         | Guerra Tempos modernos  |
| 1941 | Carlos Selvagem                                    | A Encruzilhada          |
| 1942 | Armando Vieira Pinto                               | Coristas                |
| 1944 | Joaquim Paço d’Arcos                               | O Ausente               |
| 1945 | Eduardo Schwalbach                                 | As Duas Máscaras        |
| 1954 | Almeida Amaral, Fernando Santos e Leitão de Barros | Prémio Nobel            |
| 1955 | Sem informação                                     |                         |
| 1956 | Sem informação                                     |                         |
| 1958 | Costa Ferreira                                     | Um Dia de Vida          |
| 1961 | Francisco Ventura                                  | Auto de Justiça         |
| 1962 | Ângelo César                                       | Eva e Madalena          |

### Prémios para teatro ligeiro musicado (1945-1948)
- "Prémio Eduardo Schwalbach", simbólico, para empresa que apresente, na totalidade, o melhor espectáculo de revista portuguesa
- "Prémio Sousa Bastos", monetário, para encenador, cenógrafo e figurinista, realizadores do melhor quadro de revista
- "Prémio Del Negro", monetário, para autores da letra e da música e artista intérprete do melhor número de canto de revista
- "Prémio Alfredo Carvalho", monetário, para autor e artista intérprete do melhor número declamado de revista
- "Prémio Ciríaco Cardoso", simbólico, para empresa que apresente, na totalidade , o melhor espectáculo de opereta portuguesa
- "Prémio Filipe Duarte", monetário, para autores da letra e música e artista intérprete do melhor número de canto de opereta

### Prémios artísticos (1959-1973)
- "Prémio António Pinheiro" para melhor intérprete masculino de teatro declamado
- "Prémio Lucinda Simões" para melhor intérprete feminino de teatro declamado
- "Prémio Eduardo Brazão" para melhor encenação de teatro declamado
- "Prémio Estêvão Amarante" para melhor intérprete de teatro musicado (a partir de 1967)
- "Prémio Revelação" para melhor jovem intérprete de teatro declamado (a partir de 1967)

### Prémio Maria Amália Vaz de Carvalho - Literatura Infantil (1937-1961)
| Ano  | Autor                        |
| ---- | ---------------------------- |
| 1937 | Adolfo Simões Muller         |
| 1938 | Maria Archer                 |
| 1939 | Olavo D'Eça Leal             |
| 1942 | Adolfo Simões Muller         |
| 1943 | Olavo D'Eça Leal             |
| 1944 | José de Lemos                |
| 1945 | Salomé de Almeida            |
| 1946 | Isaura Correia Santos        |
| 1947 | José de Lemos                |
| 1948 | Aurora Constança             |
| 1952 | Aurora Constança             |
| 1953 | Maria Cecília Correia        |
| 1954 | Maria Elisa Nery de Oliveira |
| 1957 | Maurício Queirós             |
| 1958 | Ricardo Alberty              |
| 1961 | Isabel Maria Vaz Raposo      |

### Prémio Ocidente - Prosa/Poesia (1962-1964)
| Ano  | Autor(es)                                 |
| ---- | ----------------------------------------- |
| 1962 | Francisco Caeiro, Francisco da Cunha Leão |
| 1963 | Torcato de Sousa Soares, Mário António    |
| 1964 | Cruz Pontes, Pedro Homem de Melo          |

### Prémio Fialho de Almeida - Conto ou Novela (1936-1954)
| Ano  | Autor(es)              |
| ---- | ---------------------- |
| 1936 | Luís Forjaz Trigueiros |
| 1938 | Raquel Bastos          |
| 1940 | Loureiro Botas         |
| 1942 | Joaquim Paço d'Arcos   |
| 1944 | Folgado da Silveira    |
| 1946 | Heloísa Cid            |
| 1948 | Olavo d'Eça Leal       |
| 1948 | Manuela de Azevedo     |

### Prémio Eça de Queirós - Romance (1935-1960)
| Ano  | Autor(es)                          |
| ---- | ---------------------------------- |
| 1935 | Conde de Aurora                    |
| 1936 | Joaquim Paço d'Arcos               |
| 1944 | Francisco Costa                    |
| 1948 | Tomás de Figueiredo                |
| 1954 | Agustina Bessa-Luís, Alberto Lopes |
| 1958 | Maria da Graça Freire              |
| 1960 | Ester de Lemos                     |